# Vittoria Peluso
Vittoria Peluso, soprannominata "la Pelusina" (Palermo?, 1766 – Turano, 7 aprile 1828), è stata una ballerina italiana tra le più note del suo periodo, con la sorella maggiore Rosa.

## Biografia
Figlia di Francesco Peluso e di Orsola Benedetta Savioni, fece il suo esordio sulle scene a nove anni, al Teatro San Moisè di Venezia in occasione del Carnevale del 1775. In autunno, si spostò con la famiglia a Madrid, ballando al Coliseo de los Caños del Peral. Nell'estate del 1776, si esibì a Firenze al Teatro di Via Santa Maria e, in autunno, al Teatro della Pergola con la compagnia di Giuseppe Canziani. Generalmente, rivestì il ruolo di prima ballerina seria e venne sempre accompagnata dalla sorella Rosa, che invece aveva il ruolo di prima ballerina grottesca.
Fra il 1777 e il 1779, le due sorelle continuarono ad esibirsi a Firenze, Bologna e Padova. Il 21 agosto 1779, furono protagoniste dello spettacolo di inaugurazione del Teatro della Cannobiana di Milano, alla presenza dell'arciduca Ferdinando d'Asburgo-Este e della sua consorte Maria Beatrice d'Este.
Nel 1781, si esibì nuovamente a Venezia, al Teatro San Benedetto. Concluse la sua carriera al Teatro alla Scala nel 1782, con la compagnia di ballo di Gasparo Angiolini. Di lì a poco, convolò a nozze con il marchese Bartolomeo Calderari, uno degli sponsor del teatro. Giuseppe Parini, per l'occasione, dedicò agli sposi il sonetto Il pomo che a le nozze di Peleo.
Ai due coniugi si deve il restauro di Villa del Garrovo (ora d'Este) a Cernobbio, di cui è ancora testimonianza il Viale dell'Ercole, un grande viale di cipressi che costeggia tutt'oggi le fontane della villa. Il palazzo diventò centro di ambitissimi inviti presso l'aristocrazia milanese, che però continuava a considerare la Peluso come una parvenu ed una arrampicatrice sociale.
In seguito alla morte del marito (6 febbraio 1806), dovuta a complicazioni sorte per una presunta ferita da duello, la marchesa ereditò un cospicuo patrimonio di case, cascine, terreni e ville patrizie, comprese la già citata Villa del Garrovo.
Il 25 giugno 1808, sposò in seconde nozze Domenico Pino, Generale di divisione della Grande Armée napoleonica e già Ministro della Guerra del breve Regno d'Italia. Per onorare le vittorie che il marito aveva ottenuto in Spagna, la Peluso fece costruire una serie di fortezze e torri simulate, ancora oggi visibili nel parco. In seguito alla promessa di Napoleone Bonaparte in persona di visitare la villa, la Peluso fece riservare un appartamento al pianterreno della villa, facendone rivestire le pareti in seta gialla e broccati con impressi la lettera "N". Bonaparte non mantenne mai la sua promessa, ma una delle sale a lui dedicata è ancora oggi conservata come allora nell'Grand Hotel Villa d'Este.
Vittoria Peluso, per far piacere alla principessa del Galles, Carolina Amalia di Brunswick, la quale visitò Cernobbio nel corso del suo Grand Tour italiano, nel 1814 le vendette la Villa del Garrovo (la Peluso incaricò Alessandro Volta quale suo rappresentante nella firma dell'atto il quale, come disposto dalla Peluso, scrisse a chiare lettere che la villa veniva ceduta alla principessa del Galles per farle piacere). La Villa del Garrovo, nel 1815, cambiò nome con una pomposa inaugurazione e divenne Villa d'Este (anzi Nuova Villa d'Este, per non confonderla con l'omonima Villa d'Este dei colli romani).
Vittoria Peluso morì nel palazzo Calderari di Turano presso Lodi il 7 aprile 1828. Fu seppellita nel cimitero del paese.